# 左更增二
左更增二，即白羊座40（40 Arietis），是一颗位于白羊座的恒星。它距离地球约500光年， 视星等为5.83。